# ZLM Tour
Lo ZLM Tour era una corsa in linea di ciclismo su strada maschile che si svolgeva ogni anno in Zelanda, nei Paesi Bassi. Dal 2008 ha fatto parte del calendario dell'UCI Europe Tour e della Coppa delle Nazioni U23 UCI come gara di classe 1.Ncup.

## Storia
La cosa fu organizzata per la prima volta nel 1996 con il nome di "Arjaan de Schipper Trofee". Tre anni dopo cambiò nome in "ZLM tour om de Arjaan de Schipper trofee". Nel 2008 venne inclusa per la prima volta nel calendario dell'UCI Europe Tour.
Fino al 2014 era una corsa in linea, dal 2015 al 2016 si svolse in due giorni su due tappe (diventando gara di classe 2.Ncup), salvo tornare al formato in linea a partire dal 2017. Per via di ingenti problemi economici, l'edizione 2018 è stata l'ultima ad essere organizzata. 

## Albo d'oro
Aggiornato all'edizione 2018.
| Anno | Vincitore                                           | Secondo                                             | Terzo                                               |
| ---- | --------------------------------------------------- | --------------------------------------------------- | --------------------------------------------------- |
| 1996 | Pascal Appeldoorn                                   | Jeoren Lenting                                      | Ton Slippens                                        |
| 1997 | Ronald van der Tang                                 | Michel Zanoli                                       | Tommy Post                                          |
| 1998 | Gerben Löwik                                        | Coen Boerman                                        | Karsten Kroon                                       |
| 1999 | Mark ter Schure                                     | Daniel van Elven                                    | Johan Nyman                                         |
| 2000 | Wesley Van Speybroeck                               | John den Braber                                     | Roger Hammond                                       |
| 2001 | Peep Mikli                                          | Edwin Dunning                                       | Martijn Lust                                        |
| 2002 | Fabian Cancellara                                   | Geert Omloop                                        | Hans Dekkers                                        |
| 2003 | Angelo van Melis                                    | Edwin Dunning                                       | Jaaron Poad                                         |
| 2004 | Kenny van Hummel                                    | Marvin van der Pluim                                | Tom Veelers                                         |
| 2005 | Jos Pronk                                           | Thomas Berkhout                                     | Rick Flens                                          |
| 2006 | Klaas van Hage                                      | Joost van Leijen                                    | Stefan Huizinga                                     |
| 2007 | Ismaël Kip                                          | Arno van der Zwet                                   | Mike Alloo                                          |
| 2008 | Jacopo Guarnieri                                    | John Degenkolb                                      | Pierpaolo De Negri                                  |
| 2009 | Luke Rowe                                           | Vojtěch Hačecký                                     | John Degenkolb                                      |
| 2010 | Arman Kamyšev                                       | Pim Ligthart                                        | Blaz Jarc                                           |
| 2011 | Luke Rowe                                           | Robin Steenuit                                      | Youcef Reguigui                                     |
| 2012 | Maxime Daniel                                       | Eduardo Sepúlveda                                   | Kenneth Vanbilsen                                   |
| 2013 | Yoeri Havik                                         | Mark Dzamastagic                                    | Kiril Yatsevich                                     |
| 2014 | Thomas Boudat                                       | Mads Würtz Schmidt                                  | Marc Sarreau                                        |
| 2015 | Søren Kragh Andersen                                | Mads Pedersen                                       | Michael Carbel Svendgaard                           |
| 2016 | Amund Grøndahl Jansen                               | Markus Hoelgaard                                    | Tobias Foss                                         |
| 2017 | Christopher Lawless                                 | Jasper Philipsen                                    | Jérémy Lecroq                                       |
| 2018 | Matteo Moschetti                                    | Sasha Weemaes                                       | Max Kanter                                          |
| 2019 | non disputata                                       | non disputata                                       | non disputata                                       |
| 2020 | annullata per la Pandemia di COVID-19 del 2019-2021 | annullata per la Pandemia di COVID-19 del 2019-2021 | annullata per la Pandemia di COVID-19 del 2019-2021 |
| 2021 | annullata per la Pandemia di COVID-19 del 2019-2021 | annullata per la Pandemia di COVID-19 del 2019-2021 | annullata per la Pandemia di COVID-19 del 2019-2021 |